# Motor na žarilno svečko
Motor na žarilno svečko (žarilni motor)  (ang. Hot bulb engine ali heavy oil engine) je vrsta batnega motorja z notranjim zgorevanjem. Pri tem motorju vroča žarilna svečka vžge mešanico gorivo/zrak. Večina te vrste motorjev je dvotaktnih in delujejo pri nizkih obratih (do 500 rpm), po navadi imajo samo en bat.Obstajajo pa tudi štiritaktni.
Koncept je predložil angleški izumitelj Herbert Akroyd Stuart ob koncu 19. stoletja. Prve prototipe so izdelali leta 1886, serijska proizvodnja se je začela leta 1891 pri podjetju Richard Hornsby & Sons kot Hornsby-Akroyd oil engine (pod licenco).
Kompresijsko razmerje teh motorjev je sorazmerno nizko med 3-5:1, dizelski motorji imajo kompresijo 15-20:1. Izkoristek je okrog 12%.
Žarilne motorje so uporabljali na traktorjih, valjarjih in za pogon elekričnih generatorjev.
Podobni žarilni motorji se uporabljajo v modelarstvu za pogon majhnih letal ali helikopterjev.